# 秀島有一
秀島 有一（ひでしま ゆういち、1984年4月12日 - 、男性）は沖縄で活動するラジオパーソナリティである。
愛称は「ヒゲ島」、「マシュー」。

## 来歴・人物
神奈川県鎌倉市出身。日本工学院専門学校卒業後、沖縄に移住。
エフエム沖縄『ゴールデンアワー』にて髭壷や髭回りを担当する傍ら、同局『Radio Dub』や『Live Pleasure』ではADも兼任する。
その他にイベント司会やCMのナレーションもこなす。

## 現在担当している番組
- ゴールデンアワー（エフエム沖縄）
- Radio Dub（エフエム沖縄）
- Live Pleasure（エフエム沖縄）